# Goniorhynchus gulielmalis
Goniorhynchus gulielmalis là một loài bướm đêm trong họ Crambidae.